# 2024-es Fiatal Zenészek Eurovíziója
A 2024-es Fiatal Zenészek Eurovíziója (angolul: Eurovision Young Musicians 2024, norvégul: Eurovisjonens konkurranse for unge musikere 2024) volt a huszonegyedik Fiatal Zenészek Eurovíziója, amelyet a norvégiai Bodøben rendeztek meg, a pontos helyszín a Stormen Koncertterem volt. Az Eurovíziós Dalfesztivállal ellenben itt nem az előző évi győztes rendez, hanem pályázni kell a rendezés jogára. A 2022-es verseny a cseh Daniel Matejča győzelmével zárult, aki egy hegedűversenyművet adott elő.
11 ország erősítette meg a részvételét, beleértve Szerbiát, mely hat, Örményországot, mely négy és Svájcot, mely hét kihagyott verseny után tért vissza, míg Horvátország tíz verseny után lépett vissza.
A verseny győztese az osztrák Leonhard Baumgartner győzelmével zárult, aki egy hegedűversenyművet adott elő, ezzel az ország hatodik győzelmét aratva. 

## A helyszín és a verseny
Az Eurovíziós Dalfesztivállal ellenben itt nem az előző verseny győztese rendez, hanem pályázni kell a rendezés jogára.

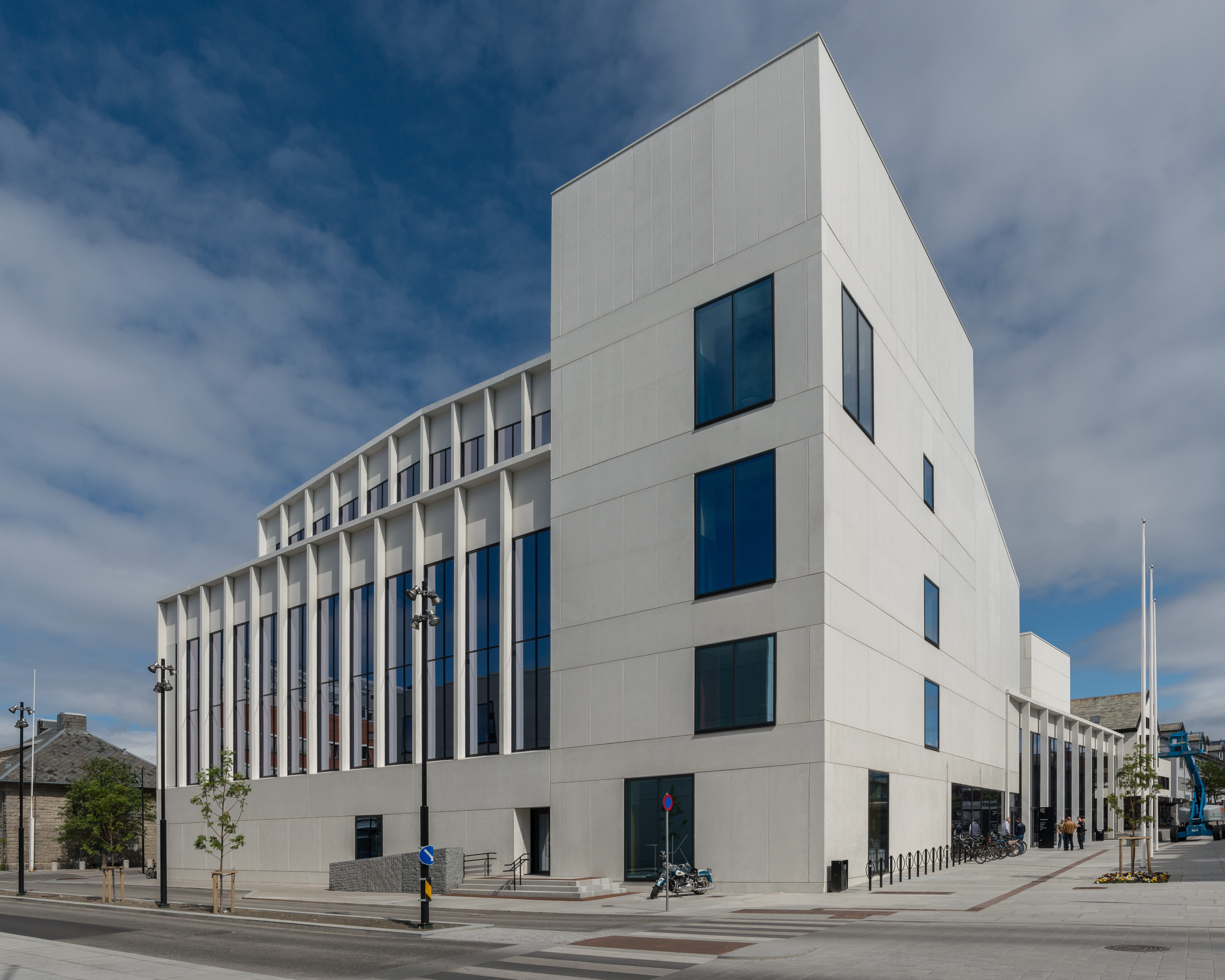
A verseny helyszíne, a Stormen Koncertterem

2023. július 11-én vált hivatalossá, hogy a versenynek a norvégiai Bodø ad otthont. Ez volt a második alkalom, hogy a Fiatal Zenészek Eurovízióját Norvégiában rendezték meg, de az első alkalom, hogy Bodø városában. Érdekesség, hogy a város ebben az évben az Európa kulturális fővárosa címet viselte. A pontos helyszín a Stormen Koncertterem volt.

## A versenyt megelőző időszak

### Nemzeti válogatók
A versenyre nevező 11 ország közül 4 nemzeti döntő keretein belül, 7 belső kiválasztás alkalmazásával választotta ki indulóját.
Az indulók közül Lengyelország, Norvégia és Svédország apróbb változtatásokkal ugyanazt azt a nemzeti döntőt rendezte meg, mint az előző versenyen. Örményország először választotta ki indulóját a Depi dasakan Yevratesil nemzeti válogató segítségével.
| Ország        | Választás módszere | Válogató / Bemutató műsor                 | Közvetítő csatorna                        | Kiválasztás / Bemutatás dátuma | Kiválasztás / Bemutatás dátuma |
| Ország        | Választás módszere | Válogató / Bemutató műsor                 | Közvetítő csatorna                        | Előadó                         | Dal                            |
| ------------- | ------------------ | ----------------------------------------- | ----------------------------------------- | ------------------------------ | ------------------------------ |
| Ausztria      | belső kiválasztás  | Nem rendeztek válogató- és bemutatóműsort | Nem rendeztek válogató- és bemutatóműsort | 2024. április 3.               |                                |
| Belgium       | belső kiválasztás  | Nem rendeztek válogató- és bemutatóműsort | Nem rendeztek válogató- és bemutatóműsort | 2024. április 3.               |                                |
| Csehország    | belső kiválasztás  | Nem rendeztek válogató- és bemutatóműsort | Nem rendeztek válogató- és bemutatóműsort | 2024. július 1.                |                                |
| Franciaország | belső kiválasztás  | Nem rendeztek válogató- és bemutatóműsort | Nem rendeztek válogató- és bemutatóműsort | 2024. április 20.              |                                |
| Lengyelország | nemzeti döntő      | Młody Muzyk Roku                          | TVP 1                                     | 2024. április 21.              |                                |
| Németország   | belső kiválasztás  | Nem rendeztek válogató- és bemutatóműsort | Nem rendeztek válogató- és bemutatóműsort | 2024. július 21.               |                                |
| Norvégia      | nemzeti döntő      | Virtuos                                   | NRK 1                                     | 2024. április 6.               |                                |
| Örményország  | nemzeti döntő      | Depi dasakan Yevratesil                   | Armenia 1                                 | 2024. április 21.              |                                |
| Svájc         | belső kiválasztás  | Nem rendeztek válogató- és bemutatóműsort | Nem rendeztek válogató- és bemutatóműsort | 2024. június 5.                |                                |
| Svédország    | nemzeti döntő      | Polstjärnepriset                          | SVT 1                                     | 2024. január 10.               |                                |
| Szerbia       | belső kiválasztás  | Nem rendeztek válogató- és bemutatóműsort | Nem rendeztek válogató- és bemutatóműsort | 2024. április 8.               |                                |

## A résztvevők
| Ország             | Műsorsugárzó       | Zenész                     | Hangszer | Darab (szerző)                                                              |
| ------------------ | ------------------ | -------------------------- | -------- | --------------------------------------------------------------------------- |
| Ausztria           | ORF                | Leonhard Baumgartner       | hegedű   | Violin Concerto No. 5 in A minor, 1st movement (Henri Vieuxtemps)           |
| Belgium            | RTBF               | Mahault Ska                | zongora  | Piano Concerto in G minor, 1st movement (Felix Mendelssohn Bartholdy)       |
| Csehország         | ČT                 | Adam Znamirovský           | zongora  | Piano Concerto No. 2, 3rd movement (Camille Saint-Saëns)                    |
| Franciaország      | France Télévisions | Pierre-Emmanuel Hurpeau    | zongora  | Piano Concerto in G, 3rd movement (Maurice Ravel)                           |
| Lengyelország      | TVP                | Jeremi Tabęcki             | klarinét | Concert Fantasia on motives from Rigoletto (Luigi Bassi)                    |
| Németország        | WDR                | Fabian Egger               | fuvola   | Tango Fantasia for flute and orchestra (Jacob Gade, Toke Lund Christiansen) |
| Norvégia (rendező) | NRK                | Sebastian Egebakken Svenøy | zongora  | Piano Concerto No. 5, 3rd movement (Camille Saint-Saëns)                    |
| Örményország       | AMPTV              | Hayk Hekekyan              | oboa     | Oboe Concerto No. 1 in D minor, 1st movement (Ludwig August Lebrun)         |
| Svájc              | SRG SSR            | Valerian Alfaré            | eufónium | Excerpt from Euphonium Concert (Paul Mealor)                                |
| Svédország         | SVT                | Hugo Svedberg              | cselló   | Cello Concerto No. 1 in D major, 1st movement (Joseph Haydn)                |
| Szerbia            | RTS                | Bogdan Dugalić             | zongora  | Rhapsody on a Theme of Paganini (Sergei Rachmaninoff)                       |

## Zsűri
2024. július 11-én jelentették be a verseny zsűrijét.
- Andreas Sundén – klarinétművész
- Marianna Shirinyan – zongoraművész
- Martin Grubinger – dobművész, a 2000-es verseny osztrák versenyzője és a 2012-es verseny házigazdája
- Tabita Berglund – karmester és csellista

## Döntő
A döntőt 2024. augusztus 17-én rendezték meg tizenegy ország részvételével. A végső döntést a nemzetközi, szakmai zsűri hozta meg.
| #  | Ország        | Zenész                     | Hangszer | Darab (Szerző)                                                              | Helyezés |
| -- | ------------- | -------------------------- | -------- | --------------------------------------------------------------------------- | -------- |
| 01 | Norvégia      | Sebastian Egebakken Svenøy | zongora  | Piano Concerto No. 5, 3rd movement (Camille Saint-Saëns)                    | –        |
| 02 | Svájc         | Valerian Alfaré            | eufónium | Excerpt from Euphonium Concert (Paul Mealor)                                | –        |
| 03 | Belgium       | Mahault Ska                | zongora  | Piano Concerto in G minor, 1st movement (Felix Mendelssohn Bartholdy)       |          |
| 04 | Ausztria      | Leonhard Baumgartner       | hegedű   | Violin Concerto No. 5 in A minor, 1st movement (Henri Vieuxtemps)           | 1.       |
| 05 | Örményország  | Hayk Hekekyan              | oboa     | Oboe Concerto No. 1 in D minor, 1st movement (Ludwig August Lebrun)         | –        |
| 06 | Franciaország | Pierre-Emmanuel Hurpeau    | zongora  | Piano Concerto in G, 3rd movement (Maurice Ravel)                           | –        |
| 07 | Svédország    | Hugo Svedberg              | cselló   | Cello Concerto No. 1 in D major, 1st movement (Joseph Haydn)                | 2.       |
| 08 | Lengyelország | Jeremi Tabęcki             | klarinét | Concert Fantasia on motives from Rigoletto (Luigi Bassi)                    | –        |
| 09 | Szerbia       | Bogdan Dugalić             | zongora  | Rhapsody on a Theme of Paganini (Sergei Rachmaninoff)                       | –        |
| 10 | Németország   | Fabian Egger               | fuvola   | Tango Fantasia for flute and orchestra (Jacob Gade, Toke Lund Christiansen) | 3.       |
| 11 | Csehország    | Adam Znamirovský           | zongora  | Piano Concerto No. 2, 3rd movement (Camille Saint-Saëns)                    | –        |

## Térkép

Országok, melyek már megnevezték az indulójukat
Országok, melyek már jelezték, hogy részt vesznek
Országok, melyek korábban részt vettek, de ebben az évben nem

## Közvetítés
| Ország        | Kommentátor                              | Közvetítő csatorna         | Közvetítés napja             |
| ------------- | ---------------------------------------- | -------------------------- | ---------------------------- |
| Csehország    | Jiří Vejvoda és Petra Křížková           | ČT art                     | 2024. augusztus 17. (élőben) |
| Lengyelország | Robert Kamyk és Sylwia Janiak-Kobylińska | TVP Kultura, TVP Kultura 2 | 2024. augusztus 17. (élőben) |
| Norvégia      | Kommentár nélkül                         | NRK1, NRK Klassisk         | 2024. augusztus 17. (élőben) |
| Örményország  | Anna Avanesyan és Ruben Muradyan         | 1TV                        | 2024. augusztus 17. (élőben) |
| Szerbia       | Tijana Lukić                             | RTS2, Radio Belgrade 3     | 2024. augusztus 17. (élőben) |
| Belgium       | Caroline Veyt                            | Musiq'3                    | 2024. augusztus 17. (élőben) |
| Belgium       | Caroline Veyt                            | La Trois                   | 2024. augusztus 17. (21:25)  |
| Németország   | Daniel Finkernagel                       | WDR Fernsehen, WDR 3       | 2024. augusztus 17. (21:45)  |
| Svájc         | Benoît Perrier                           | RTS 2                      | 2024. augusztus 17. (22:35)  |
| Svájc         | n.a.                                     | SRF 1                      | 2024. augusztus 17. (22:45)  |
| Ausztria      | Teresa Vogl                              | ORF 2                      | 2024. augusztus 18. (22:10)  |
| Svédország    | n.a.                                     | SVT2                       | 2024. augusztus 24. (19:10)  |
| Svédország    | n.a.                                     | SVT2                       | 2024. augusztus 25. (10:40)  |

## Lásd még
- 2024-es Eurovíziós Dalfesztivál
- 2024-es Junior Eurovíziós Dalfesztivál